# Anna Magdalena von Biber
Anna Magdalena von Biber (* 1677; † 1742), Tochter des Komponisten Heinrich Ignaz Franz von Biber, war Musikerin und unter dem Ordensnamen Maria Rosa Henrica Nonne in der Benediktinerinnenabtei Nonnberg in Salzburg.

## Leben und Wirken
Biber genoss wie ihre Geschwister Anton Heinrich (1679–1742), Carl Heinrich (1681–1749) und Maria Cäcilia (* 1674) eine musikalische Bildung durch ihren Vater. 1694 verfasste Heinrich Ignaz Franz für seine Tochter das Singfundament, eine elementare Sing- und Musiklehre, welche Biber in ihrem Wirken als Nonne weiterverwendete. Im Alter von etwa 19 Jahren, 1696, trat Biber der Benediktinerinnenabtei Nonnberg bei und nahm den Ordensnamen Maria Rosa Henrica an. Ihr Eintritt war trotz der Nobilitierung ihres Vaters nicht einfach. Die Äbtissin setzte sich für ihre Aufnahme aufgrund ihrer großen Musikalität ein. Der Vater komponierte zu ihrer Einkleidung die Missa Sancti Henrici. Durch ihre Fähigkeiten als Altsängerin und Violinistin bekam sie 1727 das Amt der Chorregentin und Kapellmeisterin zugeteilt. Daneben hatte sie weitere Klosterämter inne. So wurde sie 1724 Priorin. 